# Jean Coulon (graveur)
Pour les articles homonymes, voir Coulon.
 (août 2024).
Si vous disposez d'ouvrages ou d'articles de référence ou si vous connaissez des sites web de qualité traitant du thème abordé ici, merci de compléter l'article en donnant les références utiles à sa vérifiabilité et en les liant à la section « Notes et références ».
Jean Coulon est un graveur buriniste belge né à Ixelles le 22 juin 1947 et mort à Rhode-Saint-Genèse le 7 octobre 2020.

## Biographie
Né à Ixelles en 1947, Jean Coulon est un artiste belge éclectique. De 1980 à 2004, il parcourt le monde comme musicien et comédien et rencontre Franco Dragone, Michel Dalher et d'autres metteurs en scène au sein du Théâtre-Attrape. Il fait partie du spectacle le Théâtre National Populaire de Luxe, monté par le Cirque du Trottoir et l’ensemble québécois La Fanfafonie – qui donneront naissance au Cirque du Soleil. Il travaille avec Kevin Brooking dans les festivals de théâtre de rue.
Diplômé de gravure de l'École Nationale Supérieure des Arts Visuels de La Cambre à Bruxelles, il étudie dans l'atelier de Gustave Marchoul. Il participe depuis 1972 comme graveur à de nombreuses biennales : Ljubljana (Slovénie), Biella et Florence (Italie), Bromsgrove (Grande-Bretagne), Leipzig, Nürnberg et Heidelberg (Allemagne), Mulhouse et Digne (France), Grenchen (Suisse). Il pratique également la typographie artisanale dans le domaine de l'édition à tirages limités. En 1986, il obtient le Prix du meilleur livre d’artiste chez Guy Levis Mano à Paris, ainsi que le second Prix Trace Idémédia-Credome en 1993. 
Membre actif de l‘Atelier de gravure Kasba (Boitsfort) depuis 2002, il a réalisé différentes expositions personnelles en Belgique, France, Suisse, Danemark, Québec, etc.
Il est mort le 7 octobre 2020.

## Son œuvre
Graveur sur cuivre au burin, à la pointe sèche et aux roulettes, Jean Coulon s'attaque directement au cuivre destiné à l’impression. La lenteur et la réflexion font intimement partie de sa démarche artistique. Sa thématique est résolument contemporaine.

### Jean Coulon parle de son estampe intitulée «Le brochet»
« Ce poisson géant domine la ville comme une marionnette folklorique dans les défilés populaires. Il représente le gros poisson qui mange les petits, la voiture qui envahit l’espace urbain, la mécanique inexorable [du] progrès. La ville [est] comme l'espace théâtral, [avec] le poisson comme personnage principal. C’est la beauté hypnotique de ce qui est trop grand, cette beauté perturbe notre faculté de jugement, adoucit la violence de l’objet. Le brochet habité n’a [pas] plus d’âme que la propriété humaine. Ses tripes et son cerveau sont vidés, nettoyés et remplacés par la colonisation humaine. L’humain tue l’animal et le façonne à son image. Quand c’est du théâtre c’est magnifique et parlant. Quand c’est la réalité c’est la folie irréelle. Où est la réalité ? Où est la douleur extrême ? »

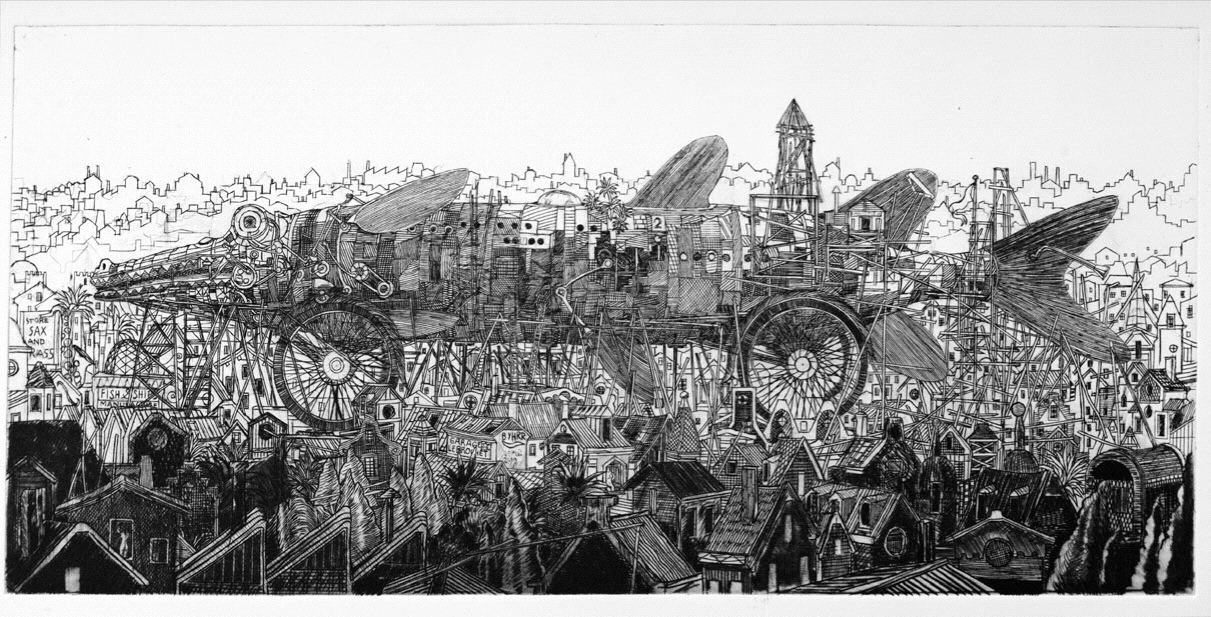
Jean Coulon, « Le brochet », burin.

## Prix
- Prix triennal de la Commune d‘Ixelles (B), 1979.
- Prix Guy-Lévis Mano, avec J.-H. Malineau, Paris, 1986.
- Prix de l‘atelier Contrast, Fribourg (Suisse), 1992.
- 2e Prix de l‘atelier Trace, Paris, 1993.
- Prix Libr‘Art, Libramont (Belgique), 1997 & 1998.

## Œuvres
Ses œuvres font partie de nombreuses collections publiques :
- la Collection Royale de Belgique,
- l‘Etat Belge,
- la Bibliothèque royale de Belgique,
- le Centre de la gravure et de l'image imprimée de la Louvière,
- le Musée royal de Mariemont,
- le Musée des Beaux-Arts de Gand,
- le Cabinet des Estampes de la Ville de Liège,
- la Bibliothèque Nationale de France à Paris,
- le Musée d‘Art et d‘Histoire de Fribourg (Suisse),
- le Musée Gutenberg de Fribourg,
- le Statens Museum for Kunst de Copenhague,
- la Galerie d‘Art Moderne de Ljubljana (Slovénie).